# 行動主義心理学
行動主義（、英: behaviorism）は、心理学のアプローチの1つで、内的・心的状態に依拠せずとも科学的に行動を研究できるという主張である。行動主義は、唯物論・機械論の一形態であると考えられ、あたかもブラックボックスのような外からは観察ができない心が単独で存在することを認めていない。
多くの行動主義者に共通する1つの仮説は、「自由意志は錯覚であり、行動は遺伝と環境の両因子の組み合わせによって決定されていく」というものである。
20世紀、精神分析学のムーブメントと同時期に、行動主義学派は心理学に浸透した。
行動主義に影響を与えた主な人物には、
- 条件反射を研究したイワン・パブロフ
- 試行錯誤学習を研究したエドワード・ソーンダイク
- 内観法を破棄し、心理学の実験法を問い直したジョン・ワトソン
- 行動主義にプラグマティズム的な倫理的基点をもたらし、オペラント条件づけの研究を先導したバラス・スキナー

などがいる。

## アプローチ
全ての行動主義者にも共通するようなアプローチは存在せず、多様な主張が存在する。
その代表的なものの幾つかを以下に挙げておく。
- 行動の観察が心的過程を研究する最高・最善の方法である。
- 行動の観察が心的過程を研究する唯一の方法である。
- 行動それのみが心理学の研究対象である。例えば「信念」や「性格」といった心的概念を表す一般的語彙は、単に行動への傾向性を主題とするための方便にすぎず、指示対象として何らかの心的実体を伴う訳ではない。

## ジョン・ワトソン
20世紀初頭、ワトソンは、自著『行動主義者の立場からの心理学』（Watson,1919）の中で、意識を研究する学問としてではなく、行動それ自体を研究する学問としての心理学を主張した。これは、その時代の心理学の主流であった構成心理学との決別を意味していた。彼のアプローチは、イワン・パブロフの研究に強く影響されたものであった。パブロフは、犬の消化機構の研究の過程で条件反射（古典的条件づけ）の現象を見出し、詳細にこの現象を研究したソ連の生理学者である。ワトソンは、生理学を強調しながら、生活体の環境への適応について、特に生活体から反応を引き出す刺激について研究した。彼の研究の殆どは、動物の行動を研究する比較心理学的なものであった。
なお、ワトソンのアプローチは、条件反射を誘発する刺激を重視したので、刺激－反応(S-R;stimulus-response)心理学とも評されている。また、ワトソンの主張する行動主義の立場は、ワトソン以後の行動主義である新行動主義と対比して、古典的行動主義とも呼ばれている。

### 方法論的行動主義
方法論的行動主義とは、ワトソンが唱えた行動主義の要素の1つで、行動の観察を心理学の研究方法とする立場である。なお、新行動主義以降の方法論的行動主義では、行動の観察によって行動と環境の媒介である生活体や心的過程を研究する立場となっており、ワトソンが唱えた行動主義における方法論的行動主義が、生活体や心的過程を設定しないものであったこととは異なっている。
ワトソンの行動主義理論は、多くの実験心理学者に行動研究の重要性を痛感させた。特に、比較心理学の領域では、心的説明を動物に自由に当てはめたジョージ・ロマネスなどの擬人的解釈による研究に対して突き付けられた警告、（モーガンの公準：ある行動がより低次の心的能力によるものと解釈できる場合は，その行動をより高次の心的能力によるものと解釈するべきではないという節約説）と、ワトソンの主張が一致していた。そのため、比較心理学の研究者達は、ワトソンのアプローチに賛同したのであった。この中には、猫が問題箱から抜ける過程を研究したエドワード・ソーンダイクがいる。
また、その他の心理学者の殆ども、現在、方法論的行動理論と呼ばれることになる立場を支持した。彼らは、行動主義は、心理学の中で観察が容易な方法に過ぎないと考えたが、心的状態について研究するのに使用できるとして、この立場を取った。方法論的行動主義を採用した20世紀の行動主義者には、クラーク・ハルやエドワード・トールマンなどがいる。ハルは、自身の立場を新行動主義と表現した。また、エドワード・トールマンは、後の認知主義に繋がる研究を行った。トールマンは、報酬が無くともラットは迷路の認知地図を形成すると論じ、刺激と反応（S→R）の媒介として、第3の用語、生活体(organism)を導入した（S→O→R）。なお、トールマンのアプローチは、目的論的行動主義とも呼ばれている。
現在でも、方法論的行動主義は殆どの実験心理学者が採用する立場となっており、心理学の主流となっている認知心理学の研究者たちの殆どもこの立場を取っている。

## バラス・スキナーと徹底的行動主義
スキナーは、体系化された行動主義哲学を構築した理論家・実験家・実践家である。彼の構築した行動主義哲学は、徹底的行動主義と呼ばれている。そして、その哲学と共に、彼は行動分析学という新しいタイプの科学を作りだした。

### 定義
スキナーは、徹底的行動主義を打ち立てた。徹底的行動主義は、彼が行った研究（実験行動分析と呼ばれる）を基に体制化された哲学である。徹底的行動主義は、意識・認知・内観などは観察可能な行動と同様の原理が働くとし、意識・認知・内観を行動とは異なる二元論的なものとはしない。そして、意識・認知・内観は顕在的行動と同様に科学的に論じられうるとして、それらの存在を受け入れている。
また、“全ての行動が反射である”という説明を受け入れない点が、ワトソンの古典的行動主義（S-R心理学）と大きく異なる点であり、意識・認知・内観などの心的過程に行動の原因を求めない点が、新行動主義以降の方法論的行動主義と大きく異なる点である。

### 革新的な実験法と概念
徹底的行動主義は、ラットとハトを使ったスキナーの初期の実験研究の成果によって構築された。なお、彼の初期の研究は、『生活体の行動』（Skinner, 1938）や『強化スケジュール』（Skinner & Ferster, 1957）などの彼の著書に記されている。徹底的行動主義の重要な概念は、彼が生み出したオペラント反応である。オペラント条件づけは、環境に作用する反応（オペラント行動、例えばラットのレバー押し）が自発され、直後の結果（例えば、餌が出る）によって再び自発される確率が変化する過程である。オペラントは、構造的に異なっていても、機能的に等価である反応の事をいう。例えば、ラットが左足でレバーを押す事と右足やお尻で押す事は、同様に世界に作用し、同じ結果を生むという点から、同じオペラントである。
スキナーの“フリーオペラント”を使った実証的研究は、ソーンダイクやガスリーなどが行った試行錯誤学習の概念を、ソーンダイクのように刺激－反応“連合”を用いずに、明確化し、拡張した。
代表的なフリーオペラントの実験では、レバーと餌が出る装置がついた箱（スキナーボックス）の中にラットを入れる。ラットがレバーに近づくと餌を出すのを繰り返すことで、ラットがレバーに近づく頻度が増加する。次に、レバーに触れると餌を出すことを繰り返すと、レバーに触れる行動が増加する。最終的に、レバーを押したところで餌を出すことを繰り返すことで、レバーを押す頻度が増加する。この実験では、実験者は餌を出す装置（環境）を操作しているが、ラットの行動に直接手を出していない。ラットは箱の中を「自由」に動き回ることができていたため、フリーオペラントと呼ばれる。レバーに特別近づくことがなかったところから、レバーを押すまでに行動を形成する技法はシェーピングと呼ばれる。そして、レバー押しの頻度が増えたことは、行動（レバーを押した）とその行動の結果（餌が出た）の関数関係で説明され（関数（function）は「機能」とも翻訳される）、この説明法は関数分析（機能分析）と呼ばれる。
スキナーはフリーオペラントを使った実験で、強化スケジュール（先の例では、実験者が餌を出すタイミング）の差異による、オペラント反応率の変化の違いを、実証的に研究した。そして、行動レベルの視点で、動物に様々な種類・頻度で反応を自発させることに成功したスキナーは、その実証的研究を根拠に厳密な理論的分析を行った。例えば、論文『学習理論は必要か？（Are theories of learning necessary?）』（Skinner, 1950）の中で、一般的な心理学が抱えている理論的弱点を批判している。
実験行動分析学によって導かれた行動原理は、応用行動分析学として教育・スポーツ・医療、ペットや介助犬のトレーニング、会社運営、社会的問題解決などに応用されている。

### 言語（的）行動
スキナーは、行動の科学の哲学的基盤を考察する過程で、人間の言語に関心を持つようになった。そして、著書『言語（的）行動』（Skinner, 1957）の中で、言語（的）行動を関数分析（機能分析）するための概念と理論を発表した。この本は、言語学者のノーム・チョムスキーのレビュー（Chomsky, 1959）によって厳しく酷評されたが、スキナー自身は「チョムスキーは、私が何について話しているのかを分かっておらず、どういう訳か、彼はそれを理解することができない」というコメント（Skinner, 1972）を残している程度で、このレビューに目立った反応をしていない。
スキナーは、言語（的）行動を「他者の仲介を通して強化された行動」と定義し、言語を他のオペラント行動と同様の方法（関数分析）で研究可能だと考えた。スキナーは、言語獲得よりも、言語と顕在的行動の相互作用への興味が強かった。彼は、著書『強化随伴性』（Skinner, 1969）の中で、ヒトは言語（的）刺激を構成し、言語（的）刺激は外的刺激と同様の方法で行動を制御出来る事を指摘している。この行動への言語（的）刺激という“教示性制御”の存在の可能性により、強化随伴性は他の動物の行動に影響するのと同様の現象を、ヒトの行動に必ずしももたらす訳でない事が指摘された。
これにより、徹底的行動主義によるヒトの行動の研究は、教示性制御と随伴性制御の相互作用を理解する試みへと移った。そして、＜どのような教示が自発されるか＞や＜どのような行動の支配を教示が獲得するか＞を決める行動過程の研究が行われるようになった。
なお、この分野の著明な研究者には、Murray Sidman，A. Charles Catania，C. Fergus Lowe，Steven C. Hayesなどがいる。
スキナーの著書『言語（的）行動』は理論的分析が殆どであり、言語行動に関する実験的研究を元に書かれたものではなかったが、この本の出版以後、言語行動は実験的に研究され、現在、カウンセリング技法（例えば、アクセプタンス＆コミットメント・セラピー）や子どもの言語指導法（例えば、フリーオペラント技法、PECS）として応用されている。

### 淘汰による行動の理解
スキナーの行動への視点は、“巨視的”であると批判されることが多い。つまり、スキナーの扱う行動は、より核となる部分に分解できるという批判である。しかし、スキナーは、数々の論文（例えば『結果による淘汰（Selection by Consequences）』（Skinner, 1981））の中で“行動の完全な記述”について書いており、この視点は巨視的と簡単には評せないものであった。
スキナーは、行動を完全に説明するためには、淘汰の歴史を3段階に分けて理解する必要があると主張している。それらは、以下の3段階である。
1. 生物学：動物の自然淘汰、系統発生。
2. 行動：動物の行動レパートリーの強化歴、個体発生。
3. （いくつかの種が持つ）文化：その動物が属する社会集団の文化的慣習。

スキナーは、全ての生活体が、＜全歴史＞と＜環境＞との相互作用していると考えた。そして、自分自身の行動もまた、その瞬間の環境と相互作用している、＜系統発生の歴史＞と＜（文化的慣習の学習をも含む）強化の歴史＞の産物として表現した。

## 哲学における行動主義
行動主義は、心理学のムーブメントであるだけでなく、心の哲学でもある。“徹底的行動主義”では、行動の研究が“科学”であるべきだという基本的前提があり、仮想された内的状態に頼らない。一方、“方法論的行動主義”は、仮想された内的状態を利用するが、精神世界にそれらを位置付けず、主観的経験に頼らない。行動主義は、行動の機能的側面に注目するのである。
分析哲学者の中には、行動主義者と呼ばれる者や、自称する者がいる。 ルドルフ・カルナップやカール・ヘンペルといった所謂論理実証主義者たちが称えた“論理的行動主義”では、心理的状態の意味付けは、実行された顕在的行動からなる検証条件である。ウィラード・ヴァン・オーマン・クワインは、スキナーの考えに影響され、言語の研究の中で行動主義を利用した。ギルバート・ライルは、哲学的行動主義に傾倒し、自著『心の概念』の中で哲学的行動主義を概説した。そして、ライルは、二元論の例証では、日常言語の使用の誤解による“カテゴリーミステイク”が頻繁に生じていると考えた。ダニエル・デネットもまた、自身の論文「メッセージは；媒介などない」（The Message is: There is no Medium, Dennett, 1993年）の中で、自身を一種の行動主義者であると認めている。
＜ルートヴィヒ・ウィトゲンシュタインの哲学＞と＜論理的行動主義や徹底的行動主義＞の間に共通点（例えば“
箱の中のカブトムシ”）があると言われ、ウィトゲンシュタインは行動主義者と定義されることがある。しかし、ウィトゲンシュタインは、行動主義者と言い切れないし、彼の文体は様々な解釈が可能である。また、数学者のアラン・チューリングは、行動主義者と見なされることがあるが、彼は行動主義者と自称していない。